# Johann Gottfried Strauß
Johann Gottfried Strauß (* 8. August 1718 in Merseburg; † 1779) war ein deutscher evangelischer Hofprediger.
Der Sohn des Diakons an St. Maximi in Merseburg, Johann Samuel Strauß (1686–1731), besuchte das Stiftsgymnasium in Merseburg und anschließend die Universität Leipzig. Am Predigerkollegium legte er 1742 die Magisterprüfung erfolgreich ab und wurde 1743 in Merseburg ordiniert. Seine erste Pfarrstelle erhielt er in Röcken, 1747 ging er nach Lauchstädt. Dort heiratete er Rahel Christiana Heun. 1760 wurde er Superintendent in Wurzen und 1768 Superintendent am Dom zu Merseburg. 1771 erfolgte seine Berufung zum dritten Hofprediger an der Sophienkirche nach Dresden, wo er bis zu seinem Tode wirkte.